# Marjorie Jackson
Pour les articles homonymes, voir Jackson.
Marjorie Jackson-Nelson, née le 13 septembre 1931 à Coffs Harbour, est une athlète et la trente-troisième gouverneur d'Australie-Méridionale (du 3 novembre 2001 au 31 juillet 2007). Elle termine sa carrière sportive avec deux titres olympiques, sept titres aux jeux du Commonwealth et plusieurs records du monde.

## Biographie
Marjorie Jackson nait à Coffs Harbour en Nouvelle-Galles du Sud, et remporte ses premiers titres de gloire en battant la championne olympique du 100 m et du 200 m Fanny Blankers-Koen plusieurs fois en 1949. Elle est surnommée le Flash de Lithgow, d'après la ville de Lithgow où elle vivait et avait grandi.
Après avoir remporté quatre médailles d'or aux Jeux de l'Empire britannique de 1950, Jackson se profile comme la favorite des Jeux olympiques de 1952 à Helsinki. Elle devient championne olympique du 100 m en égalant le record du monde en 11 s 5, et du 200 m après avoir battu le record du monde en demi-finale. Elle remporte les premières médailles pour l'athlétisme australien depuis celles de Teddy Flack aux Jeux olympiques d'été de 1896. Avec d'autres excellentes relayeuses, l'équipe d'Australie est aussi favorite du relais 4 × 100 m mais un mauvais passage de témoin empêche Jackson de remporter une troisième médaille d'or. Plus tard dans l'année, elle améliore le record du 100 m en 11 s 4.
En 1953, elle épouse le coureur cycliste Peter Nelson (en). Après la mort de celui-ci en 1977 d'une leucémie, elle fonde la Peter Nelson Leukaemia Research Fellowship.
Marjorie Nelson a été l'un des huit porteurs de la bannière olympique aux Jeux olympiques d'été de 2000 à Sydney. En 2013, elle est élue au Panthéon de l'athlétisme de l'IAAF.

## Palmarès

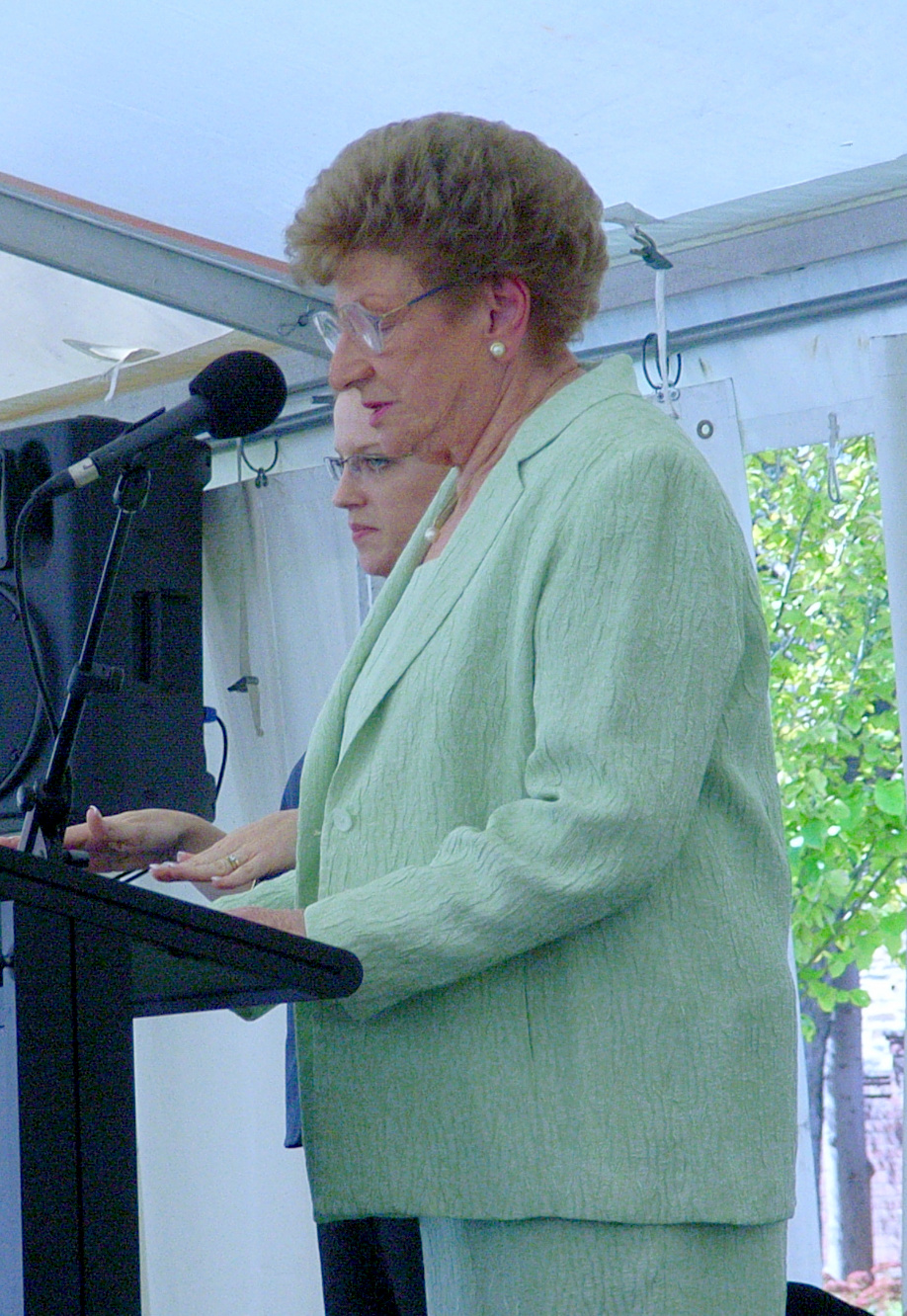
Marjorie Jackson en 2007.

### Jeux olympiques d'été
- Jeux olympiques d'été de 1952 à Helsinki ( Finlande)
  -  Médaille d'or sur 100 m
  -  Médaille d'or sur 200 m
  - 6e en relais 4 × 100 m

### Jeux de l'Empire britannique
- Jeux de l'Empire britannique 1950 à Auckland ( Nouvelle-Zélande)
  -  Médaille d'or sur 100 yards
  -  Médaille d'or sur 220 yards
  -  Médaille d'or en relais 440 yards
  -  Médaille d'or en relais 660 yards

### Jeux de l'Empire britannique et du Commonwealth
- Jeux de l'Empire britannique et du Commonwealth de 1954 à Vancouver ( Canada)
  -  Médaille d'or sur 100 yards
  -  Médaille d'or sur 220 yards
  -  Médaille d'or en relais 440 yards

## Records
- record du monde du 100 m en 11 s 4, le 4 octobre 1952 à Gifu (amélioration du record détenu par Fanny Blankers-Koen, sera battu par Shirley Strickland)
- record du monde du 200 m en 23 s 4, le 25 juillet 1952 à Helsinki (amélioration du record détenu par Stanislawa Walasiewicz, sera battu par Betty Cuthbert)
- record du monde du relais 4 × 100 m avec Shirley Strickland, Verna Johnston et Winsome Cripps en 46 s 1 le 27 juillet 1952 à Helsinki (amélioration du record du relais allemand composé de Albus-Dörffeldt-Dollinger-Krauss, sera battu le relais américain composé de Faggs-Hardy-Moreau-Jones).